# 058
058 je hrvatski glazbeni sastav iz Splita. Jedini su primjer kako zvuči country pomiješan s mediteranskim utjecajem.

## Povijest
Pokrenuo ga je gitarist i skladatelj Branko Mamut godine 2012. okupivši skupinu glazbenika. Iz suradnje se je stvorila pozitivna i kreativna energija te projekt proširila na snimanje autorskog albuma na engleskom jeziku namijenjenog prvenstveno stranom, ali i domaćem tržištu. Glazbenici raznovrsnih osobnosti i stilova stvorili su mješavinu koja je jedan neobičan, jedinstven i eklektičan glazbeni kolaž.
Do ljeta 2017. ostvarili su uspješnice Lutke, Vrijeme, Kiša, Nova priča, Ljeto i Žice od sna te sudjelovali na RockOffu i HGF-u.  Ljeta 2017. nastupili su na 57. Splitskom festivalu skladbom Čudo. Glazbu je napisao Branko Mamut, aranžman, snimanje i produkcija u Extra Music Studiju djelo je Ivana Cinottija. Videospot za tu skladbu posveta je vremenu u kojem smo zatrpani instant čudima oguglali na ona stvarna čuda. Snimljen je na Zvončacu s pjevačicom Nerom Šulentić u postavi. Redatelj i scenarist spota te autor stihova je Jakša Matošić Navigator, koji je napisao stihove i za skladbu Lutke. Snimanje, montaža i postprodukcija djelo je Ad Hoc Mirakul Video Teama i Jakše Matošića.
Krajem listopada 2017. otišli su na američku turneju u sastavu Branko Mamut, Nera Šulentić, Predrag Lovrinčević, Nikša Orlandić, Zvonimir Šulentić i Ivan Cinotti. Odlazak je popraćen (u rujnu, kadrovi su snimljeni uz Cetinu
) objavljenim singlom Bijeg (glazba Branko Mamut, tekst Ivana Pinčić, aranžman i produkcija Ivan Cinotti), najavnim singlom za za prvi studijski album u izdanju Croatie Records.  Singl je snimano u Extra Music studiju u Kaštel Štafiliću, a video spot za nj je režirao Toni Banov. Na turneji u Americi bio je predviđen nastup u nekoliko gradova i snimanje album sesije uživo u prestižnom studiju SUN u Memphisu te ponovni nastup na Texas Country Music Awardsu, na kojem su osvojili nagradu za najoriginalniju glazbu.
Prvi album objavili su 2018. godine pod naslovom “Žice od sna”. Na albumu su radili malo više od dvije godine. Na njemu su skladbe od prvog singla Lutke pa sve ostale koje su objavili u međuvremenu: Vrijeme, Ljeto, Nova priča, Kiša, Čudo, Bijeg, Žice od sna. Skladba Mala zvijer ima gostovanje Mira Kadoića. Stilski je 058 povezao Split s Teksasom. Pobijedili su na festivalu Texas Music Awards. Glazbu na albumu djelo je Branka Mamuta, a ostali članovi na albumu su Nera Šulentić (vokal), Predrag Lovrinčević (gitara, usna harmonika), Ivan Cinotti (gitara), Zvonimir Šulentić (bas gitara) i Nikša Orlandić (bubnjevi). U studiju Extra Music album je producirao Ivan Cinotti (Cima bend), a grafičko uređenje albuma napravio je Ivan Madunić.
Nakon par godina rada dobili su novu pjevačicu. Jelena Rade, do tada poznata ponajviše poklonicima jazza, swinga i fada, glasom unijela novi šarm u glazbeni izričaj benda. Skladbu Rulet snimili su s njom. Za tu skladbu glazbu potpisuje Branko Mamut, stihove Mara Jurčević, a aranžman Ivan Cinotti. Snimljena je u Extra Music Studiju u Kaštel Štafiliću i za skladbu je snimljen šaljivi video spot koji je osmislio i režirao Jakša Matošić, dok je za snimanje, montažu i postprodukciju zaslužan Dado Deva Marušić. Do te promjene iza sebe su imali album Žice od sna.
Potkraj rujna objavili su spot za skladbu Prva kava, koju je skladao Branko Mamut, stihove napisala Mara Jurčević, aranžirao Ivan Cinotti. Video spot je režirao Robert Žegarac, a prati nastanak triju slika akademskog slikara Mladena Vulasa inspiriranog pjesmom benda 058.

## Diskografija
- Žice od sna, Croatia Records, 2018.[11]

## Članovi
Članovi su ili su bili:
- Branko Mamut - akustična gitara, vokal
- Jelena Rade - vokal
- Goran Grgurev - bubanj i udaraljke
- Vice Ercegović - gitare
- Nenad Zaninović - bas
- Predrag Lovrinčević - usna harmonika, vokal, udaraljke
- Nera Šulentić - vokal

## Nagrade
Na Texas Country Music Awardsu osvojili su nagradu za najoriginalniju glazbu. Nagradu im je dodijelila direkcija festivala.

## Vanjske poveznice
- 058 Afterfire Band na Facebooku
- 058 na YouTubeu
- 058 na SoundCloudu